# Manzanillo, Atoyac
Manzanillo är en ort i Mexiko.   Den ligger i kommunen Atoyac och delstaten Veracruz, i den sydöstra delen av landet, 250 km öster om huvudstaden Mexico City. Manzanillo ligger 842 meter över havet och antalet invånare är 303.
Terrängen runt Manzanillo är huvudsakligen kuperad, men västerut är den bergig. Runt Manzanillo är det ganska tätbefolkat, med 155 invånare per kvadratkilometer. Närmaste större samhälle är Córdoba, 12,4 km sydväst om Manzanillo. Trakten runt Manzanillo består till största delen av jordbruksmark.